# 몽키비츠
몽키비츠(MonkeyBeaTz)는 대한민국의 덥메탈 밴드이다. 2011년 12월 닥터코어 911 랩퍼 지루, 레이지본 드러머 JD, 어퍼 보컬 철이, 훌리건 DJ Kubix, 퍼필 베이스 HYM이 모여 결성하였다. 밴드 네임은 막내인 HYM을 제외한 모든 멤버가 원숭이 띠인 것에서 착안된 것이다.
2013년 6월 막내이자 베이스인 HYM이 탈퇴하고 슈가도넛의 베이스로 활동 하던 영택을 영입하였다.
2017년 몽키비츠는 힙합씬에서 활발하게 활동하고 있는 래퍼 션엘과 YB출신기타리스트 유병열의 밴드 바스켓노트에서 오랜기간 활동했던 베이시스트 현준, N.EX.T 출신의 드러머 신지가 합류하여 대대적인 라인업 재정비를 완료했다.

## 멤버
```
* 
지루 (래퍼 & 리더)

닥터코어 911
이 해체하고는 몽키비츠쪽 활동에 집중하고 있다.
```

```
* 
션엘 (래퍼)

힙합씬에서 솔로로 활동중인 래퍼
```

```
* 
철이
 (기타리스트)
Upper의 멤버였다.가끔 보컬과 코러스도 맡는다.
```

```
* 
현준
 (베이시스트)

Basket Note의 멤버였다.
```

```
* 
Shinji
 (드러머)

N.EX.T
의 멤버였다. 현재 
이브(록밴드)
 고정 세션
```

```
* 
KubiX (DJ)

훌리건
 출신의 멤버. 몽키비츠의 앨범중 그가 리믹스한 곡이 실릴때도 있다.
```

## 발자취
- 2011년 12월 밴드 결성
- 2012년 KBS Top밴드 시즌2 출전
- 2012년 지산 밸리 록 페스티벌 참여
- 2012년 9월 14일 정규1집 <Here Comes> 음반 발매
- 2013년 7월 6일 첫 단독 공연 A.O.R에서 무료로 진행
- 2014년 8월 14일 싱글 <Artz of Anthem> 발매
- 2014년 10월 17일 싱글 <My Generation> 발매
- 2015년 11월 3일 EP <Keep Going> 발매
- 2017년 6월 2일 싱글 <The Real> 발매

## 과거 멤버
- HYM (베이스, 프로그래밍 2011-2013 6.)
- JD (드럼, 프로그래밍 2011-2017)
- 영택 (베이스 2014-2017)